# جون س. بي. بندلتون
جون س. بي. بندلتون (بالإنجليزية: John C. B. Pendleton)‏ هو تاجر أسهم أمريكي، ولد في 26 سبتمبر 1871 في بالتيمور في الولايات المتحدة، وتوفي بنفس المكان في 12 فبراير 1938.